# Comité paralympique de Taipei chinois
Le Comité paralympique de Taipei chinois (en chinois traditionnel : 中華民國殘障體育運動總會 ; pinyin : Zhōnghuá mínguó cánzhàng tǐyù yùndòng zǒng huì ; en anglais : Chinese Taipei Paralympic Committee) est le comité national paralympique de Taïwan, dont le siège est à Taipei. Il représente auprès du Comité international paralympique les athlètes taïwanais.
En raison d'une relation complexe avec la république populaire de Chine sur le statut de Taïwan, l'équipe évolue sous le nom de Taipei chinois plutôt que sous les noms de Taïwan ou république de Chine.

## Histoire
En 1992, le Comité paralympique de Taipei chinois est reconnu par le Comité international paralympique. Elle est également membre du Comité paralympique asiatique (en).
Son nom est choisi de manière analogue au Comité olympique de Taipei chinois, ce dernier respectant les accords de Lausanne de 1981.